# Вулиця Академіка Амосова (Бровари)
Ву́лиця Акаде́міка Амо́сова — одна з магістральних вулиць міста Бровари. Названа на честь академіка Миколи Амосова.

## Історія
За даними краєзнавця Василя Сердюка, в давнину вулиця мала назву Роженський шлях. Водночас, у 2015 році старожили вулиці засвідчили, що колишні назви вулиці — Пухівська та Старопухівська — як шлях на Пухівку.
За часів радянської окупації і до 2015 року вулиця носила назву вулиця Щорса — на честь більшовицького військового діяча Миколи Щорса. Сучасна назва — на честь академіка Миколи Амосова — 3 25 грудня 2015 року.

## Опис
Вулиця має протяжність близько 1240 метрів. Забудова вулиці — приватна садибна, переважно одно- двоповерхова; у кінцевій частині з парного боку розташоване Броварське вище училище фізичної культури, яке відноситься до вулиці Шевченка.

## Розміщення
Вулиця Академіка Амосова починається у Старому центрі неподалік зупинки маршрутних таксі «Старий центр»   на перехресті з вулицею Петропавлівською. Закінчується на примиканні до вулиці Шевченка поблизу колишньої Санітарної епідеміологічної станції.
До вулиці з парного боку долучаються вулиці Петра Могили, Миколаївка і Миколи Костомарова. З непарного боку — вулиці Тургенєва, Оболонська та Євгена Коновальця. Вулицю Академіка Амосова не перетинає жодна інша вулиця.

## Транспорт
По вулиці Академіка Амосова не курсує жодне маршрутне таксі. Поблизу початку вулиці — повз зупинку «Старий центр» — курсують всі броварські маршрутні таксі зі сполучення Київ—Бровари; окрім того, повз цю зупинку курсує міське маршрутне таксі № 10. У кінці вулиці — по вулиці Шевченка — маршрутні таксі №№ 810, 2, 3, 9 і 10.